# Marian Stelmasik
Marian Stelmasik (ur. 16 marca 1932 w Augustowie, zm. 21 czerwca 1995 w Lublinie) – polski artysta malarz, kolorysta, absolwent Wydziału Malarstwa Akademii Sztuk Pięknych w Krakowie, profesor zwyczajny, w latach 1981–1984 Prodziekan ds. studenckich Wydziału Pedagogiki i Psychologii Uniwersytetu Marii Curie-Skłodowskiej w Lublinie, członek Związku Polskich Artystów Plastyków.

## Rozwój artystyczny i zawodowy
Po ukończeniu szkoły podstawowej w 1948 roku, Marian Stelmasik rozpoczął naukę w Liceum Sztuk Plastycznych w Jarosławiu, a następnie – w 1953 roku – studia na Wydziale Malarstwa Akademii Sztuk Pięknych w Krakowie. Podczas studiów Stelmasik uczył się pod opieką takich twórców, dydaktyków i pedagogów, jak Jonasz Stern, Konrad Srzednicki, Wacław Taranczewski, Mieczysław Wejman, a nade wszystko pozostawał pod wpływem Emila Krcha i Czesława Rzepińskiego – czołowych krakowskich kolorystów, członków działającego w latach 1928–1939 Zrzeszenia Artystów Plastyków „Zwornik”. Studia ukończył z wyróżnieniem w 1959 roku w pracowni Profesora Czesława Rzepińskiego. Wskazuje się, że „swego rodzaju myślenie abstrakcyjne” mistrza, charakteryzujące się pojmowaniem koloru jako zasadniczego tworzywa malarstwa i eksponowaniem „samodzielnych walorów plamy barwnej”, „odegrało znaczącą rolę zarówno w kształtowaniu [...] postawy artystycznej” ucznia, jak również wpłynęło na proces formowania się „języka sztuki” Stelmasika.
Lata krakowskie były dla Mariana Stelmasika okresem rozwoju młodzieńczej jeszcze wrażliwości artystycznej oraz przygotowań do pracy zawodowej. Po studiach podjął pracę w Liceum Sztuk Plastycznych w Jarosławiu, gdzie został nauczycielem malarstwa, rysunku i kompozycji. W 1959 roku wstąpił do Związku Polskich Artystów Plastyków, a także został członkiem artystycznej „Grupy Jarosław”. Czas spędzony w Jarosławiu był dla twórcy czasem intensywnej pracy malarskiej oraz nauczycielskiej.
W roku 1969 artysta przeprowadził się do Lublina (wcześniej, w latach 1967–1969, mieszkał i pracował krótko w Białymstoku i Supraślu), gdzie najpierw przez cztery lata pracował jako nauczyciel, a także realizował się w działalności eksperckiej związanej z organizacją kształcenia plastycznego. W 1973 roku został przyjęty do pracy w charakterze wykładowcy na Wydziale Pedagogiki i Psychologii Uniwersytetu Marii Curie-Skłodowskiej. Był to przełom w karierze zawodowej artysty. Od początku swego zatrudnienia w UMCS, wykazywał się on zaangażowaniem na rzecz studiów artystycznych. Zaangażował się również w tworzenie w ramach swojego Wydziału Instytutu Wychowania Artystycznego, którego powstanie możliwe było – ostatecznie w 1976 roku – właśnie dzięki staraniom organizacyjnym Mariana Stelmasika oraz Mieczysława Hermana, Zdzisława Niedźwiedzia, Maksymiliana Snocha i Jana Popka. W roku 1975 Stelmasik uzyskał stopień docenta; w 1987 został profesorem nadzwyczajnym, w 1992 zaś profesorem zwyczajnym. W okresie od 1 września 1981 do 27 maja 1984 roku pełnił funkcję Prodziekana WPiP UMCS ds. studenckich.

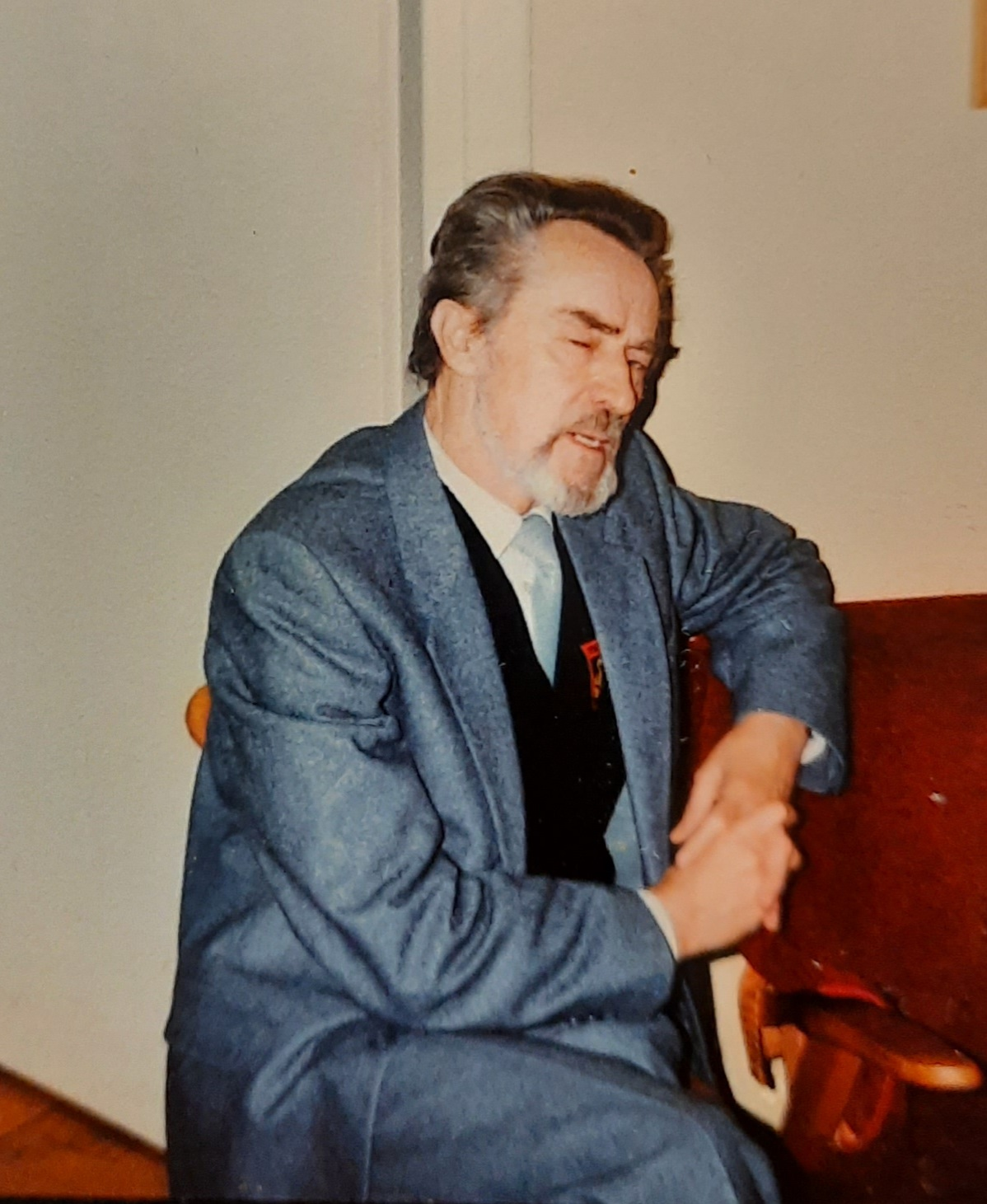
Marian Stelmasik

Lata po przeprowadzce do Lublina to dalszy rozwój artystyczny, samodzielne doskonalenie warsztatu, a nade wszystko swoiste dookreślanie twórczości pod względem formalnym i treściowym. Był to również czas konsolidacji świadomości twórczej artysty, czego owocami jego prace z lat 70. i 80. W pracach tych, wpisujących się w główny nurt koloryzmu polskiego, widać trwałość, a zarazem elastyczność myślenia artystycznego, nieschematyczność rozwiązań, dojrzałość warsztatową i konsekwencję tematyczną.

## Charakterystyka twórczości
„Jak [...] zwerbalizować twórczość – pozornie tradycyjną, gdyż zamkniętą wymiarami płótna i ramy, a tak polifoniczną, odwołującą się do przebogatej sfery zakodowanych w nas symboli emocji i intelektu”. Obrazy Mariana Stelmasika są niezwykle zróżnicowane, a zarazem współgrają ze sobą tworząc niezwykły artystyczny pejzaż o wyraźnych, wyróżniających cechach. Osią estetyki filozoficznej oraz samych dzieł Stelmasika – ich swoistym „meta-tematem” – jest „natura barw i form”. Choć refleksja nad barwą i formą stanowi dominantę jego twórczości, profesor nie ograniczał się do tego rodzaju domeny twórczej – raczej wykorzystywał barwę i namysł nad nią do podejmowania kolejnych tematów; zatem barwa i forma były dla Mariana Stelmasika zarówno tematem samym w sobie, jak i swoistym „narzędziem” poruszania interesujących go wątków. Profesor przekroczył przy tym „wymiar wiedzy racjonalnej”, wprowadzając swoje artystyczne rozważania „na obszar metafizyki”.
Przyjmując taki punkt wyjścia i obierając właściwe mu instrumentarium artystyczne, charakterystyczne dla koloryzmu, Stelmasik odnosił się do szeregu tematów, które przydały jego dorobkowi wyraźnego rysu w wymiarze treściowym. Jego twórczość odnosi się w pierwszym rzędzie do ludzkiego doświadczenia oraz aspektów istnienia, do przeżyć i emocji, korespondując z ideałem „sztuki czystej, której istotą jest bezinteresowne [...] mówienie o strunach i nerwach wrażliwości. Malarz dociera do centrum duchowości człowieka, uwalniając ją z powłoki namacalnego realizmu”. Jest to rys jego sztuki, który przybliża ją w pewnym sensie do szeroko pojętego egzystencjalizmu oraz psychologizmu, w wielu aspektach realizując kryteria postawy wynikającej z tych nurtów filozoficznych. Stelmasikowi nieobce były także tematy związane z naturą; niejednokrotnie podejmował się również przedstawień nawiązujących do erotyki jako jednej ze sfer ludzkiego działania i doświadczenia. Obrazy profesora wyrażają głęboką, daleko idącą wrażliwość i stanowią inspirujące subiektywne interpretacje określonych zagadnień.
Ważne jest przy tym, że twórczość Mariana Stelmasika nie jest „dosłowna”, „oczywista”, nie sugeruje ani nie narzuca rozumienia danego tematu czy dzieła samego. Dotykając ważnych problemów sztuki i ludzkiego doświadczenia oraz natury, twórca stwarzał raczej rozległe pole do dyskusji, samodzielnego namysłu i do interpretacji. „Obcując z malarstwem Stelmasika odnosi się wrażenie, że artysta próbuje nawiązać swego rodzaju dialog wymiany myśli z widzem. Jego obrazy zawierają duży ładunek emocjonalny i wyobrażeniowy kierowany w stronę odbiorcy poprzez ekspresję barw”. Barwa – jej natura oraz jej status na gruncie instrumentarium artystycznego; barwa jako narzędzie twórczego wyrazu oraz jako „pośrednik” w poszukiwaniu sensu pewnych fenomenów, a także jako środek ich interpretacji. Tak w sposób zwięzły opisać można zasadniczy obiekt zainteresowania Mariana Stelmasika. Artysta ten stworzył dzieła, które zarówno są wyrazem namysłu nad wymienionymi tu zagadnieniami, jak i zaproszeniem do własnej refleksji i interpretacji. „Obrazy profesora Stelmasika są mocne i zdecydowane, kontrastowe, ale i delikatne”. Są to dzieła przemyślane; bardzo emocjonalne, a zarazem odpowiedzialnie nakreślające napięcia nie tylko w sferze elementów sztuki, ale również w ogóle na gruncie istnienia, natury i ludzkiego doświadczenia.

## Recepcja twórczości, percepcja artysty
Twórczość Mariana Stelmasika przez lata budziła zainteresowanie. Wpływ na to miały przede wszystkim: „własny, niezależny język plastyczny”, warsztatowa doskonałość, wartość artystyczna obrazów oraz ich wymiar filozoficzny, znaczenie estetyczne i etyczne. Dzieła Stelmasika zaznaczyły się w historii polskiego koloryzmu. „Nie są to płótna, obok których przechodzi się obojętnie. I nie dlatego, że atakują naszą wyobraźnię i wzrok wszechobecną czerwienią. Są to po prostu obrazy dobre, namalowane z dużą kulturą kolorystyczną, ze zrozumieniem sensu i celu ich powstania”.
Niektórzy uczniowie i współpracownicy profesora Stelmasika, oceniając jego dorobek artystyczny wyrażają opinię, że był to „wielki twórca”; twórca „porównywalny z tymi najsłynniejszymi – Juliuszem Joniakiem, Jerzym Nowosielskim, Janem Tarasinem, Tadeuszem Dominikiem, Tadeuszem Brzozowskim”. Oryginalność prac Stelmasika, w połączeniu z jego usposobieniem, sprawiały, że odbiór obrazów i ich autora wyrażał zainteresowanie i podziw. Niewątpliwą zasługą Stelmasika jest zaoferowanie „subiektywnej makiety wszechświata” – artystycznej interpretacji ludzkiego istnienia i natury, i wyrażenie jej językiem wyjątkowej sztuki.
Marian Stelmasik posiadał ten szczególny rodzaj wrażliwości, która pozwala na głęboką, rozumiejącą refleksję na temat sztuki, człowieka i natury, i która pozwala tworzyć. Była to osobowość „nietuzinkowa”, „charyzmatyczna, wyjątkowa i niepowtarzalna”. Profesor był osobą skromną i nie potrafił właściwie i z determinacją promować swego malarstwa – samodzielnie oraz wespół z historykami sztuki, krytykami, muzealnikami. Obecnie zwraca się uwagę, że „Marian Stelmasik to przykład twórcy, którego praca gdzieś się zagubiła w natłoku wielu kreacji artystycznych”, choć mógł zostać bardzo ważną postacią dla kultury polskiej i europejskiej poprzez nadanie nowego, oryginalnego rytmu krajowemu nurtowi koloryzmu. Sztuka Mariana Stelmasika jest ponadczasowa.

## Wystawy
Marian Stelmasik swoje prace prezentował na wystawach indywidualnych – ogólnopolskich i zagranicznych. Brał również udział w licznych wystawach zbiorowych, środowiskowych i plenerach malarskich w Polsce i poza granicami kraju. Artysta eksponował swoje prace również w ogólnopolskich wystawach zbiorowych organizowanych przez okręgi Związku Polskich Artystów Plastyków. Obrazy Mariana Stelmasika znajdują się w zbiorach prywatnych oraz instytucjach kulturalnych w Polsce i za granicą, m.in. w zbiorach: Galerii Malarstwa Współczesnego na Węgrzech, ambasady polskiej w Chinach i Kanadzie, w Muzeum Okręgowym w Rzeszowie, Muzeum Okręgowym w Lublinie, a także w zbiorach Biura Wystaw Artystycznych w Lublinie i w Rzeszowie.